# Rzym królewski
Rzym królewski (łac. Regnum Romanum) – okres w dziejach starożytnego Rzymu trwający według tradycji od założenia miasta przez legendarnego Romulusa w 753 p.n.e. do obalenia monarchii i wprowadzenia Republiki przez Lucjusza Juniusza Brutusa w 509 p.n.e.
Większość znanych źródeł literackich dotyczących Rzymu królewskiego to wytwór o wiele późniejszej historiografii senatorskiej i poezji doby cesarstwa (I wiek p.n.e. – I wiek n.e.). Przekaz przez nie prezentowany to pomieszanie legend i faktów historycznych. Wynika z niego, że najstarsza osada powstała w środkowych Włoszech, na wzgórzu palatyńskim (łac. Mons Palatinus), nad rzeką Tyber, w obrębie tzw. Roma quadrata.

## Założenie Rzymu

### Tradycja
Historycy rzymscy późniejszych okresów starali się z pieczołowitością odtworzyć wszystkie szczegóły wczesnej historii miasta wraz z dokładną datą jego założenia. W I wieku p.n.e. uznano za nią trzeci rok VI Olimpiady (753 p.n.e.) zaproponowany przez Marka Terencjusza Warrona. Na niej oparli chronologię swoich prac Tytus Liwiusz i Dionizjusz z Halikarnasu.
Warron w swoich obliczaniach przyjął, że okres królewski trwał 7 pokoleń po 35 lat każde, co dawało 244/245 lat. Przyjmując za datę powstania republiki rok 509 p.n.e. założenie Rzymu wypadało na rok 753 p.n.e. Z punktu widzenia dzisiejszej nauki data ta to czysta spekulacja nie poparta dowodami. Przyjmuje się, że historiografia rzymska okresu cesarstwa opierała się w swoich dociekaniach na dorobku tzw. annalistów, w tym głównie Kwintusa Fabiusza Piktora (III wiek p.n.e.) Nie mogli oni jednak dysponować źródłami sprzed 386 roku p.n.e., kiedy to najazd Galów na Rzym spowodował pożar miasta i zniszczenie archiwum kolegium pontyfików. Dlatego też wartość tego przekazu bywa mocno krytykowana.

### Nauka
| Władcy Rzymu królewskiego                                                                                       | Władcy Rzymu królewskiego                                             |
| --- | --------------------------------------------------------------------- |
| Romulus Numa Pompiliusz Tuliusz Hostiliusz Ankus Marcjusz Tarkwiniusz Stary Serwiusz Tuliusz Tarkwiniusz Pyszny | 753–717 p.n.e. 716-673 673-642 640-616 616-579 578-535 535–509 p.n.e. |

Jednym z pierwszych badaczy nowożytnych, który podszedł do tematu w sposób naukowy był na początku XIX wieku pruski historyk Barthold Georg Niebuhr. W wieku XX przeprowadzono szereg badań archeologicznych na terenie dawnego miasta, co miało pozwolić na zweryfikowanie informacji o początkach Rzymu zawartych w tradycji. W wyniku przeprowadzonych wykopalisk szwedzki badacz Einar Gjerstad dokonał nowej periodyzacji tego okresu. Według niego w fazie przedmiejskiej (ang. pre-urban) (800 p.n.e. do 575 p.n.e.) rozwoju miasta nastąpiło powolne zasiedlanie wzgórz, osady miały charakter rozproszony, a doliny pozostawały niezamieszkane. W VII wieku p.n.e. nastąpiło według niego łączenie się osiedli w procesie zwanym synojkizmem (stgr. synoikismos). W tym czasie Rzymianie żyli w dosyć prymitywnych warunkach. Mieszkali w chatach wyplatanych z gałęzi oraz zajmowali się rolnictwem i hodowlą.
Dopiero około 575 p.n.e. nastąpiło przekształcenie osady wiejskiej w prawdziwe miasto. Forum Romanum stało się centrum gospodarczym, a nowo włączony Kapitol (łac. Mons Capitolinus) twierdzą i głównym ośrodkiem religijnym. Architektura zdradzała wyraźne wpływy etruskie. Dopiero ten okres uznano za właściwy moment powstania państwowości rzymskiej (łac. civitas). Wyniki badań nie zmieniają jednak faktu, że problem powstania rzymskiego miasta-państwa pozostaje jednym z najtrudniejszych i ciągle najbardziej dyskutowanych.

## Legendarni władcy Rzymu
W tradycji rzymskiej początki miasta wiązały się z legendą o Eneaszu, który po ucieczce ze zniszczonej przez Greków Troi przybył do Lacjum (1180 p.n.e.), gdzie miał ożenić się z córką króla Latynusa Lawinią i założyć miasto od imienia żony zwane Lawinium. Wkrótce urodził się im syn Askaniusz, założyciel miasta Alba Longa w Górach Albańskich. Po kilku wiekach doszło w Alba Longa do przewrotu, a władca miasta Numitor został usunięty przez swojego brata Amuliusza. Aby zabezpieczyć się przed zemstą Amuliusz zgładził synów Numitora, a jego córkę Reę Sylwię uczynił kapłanką Westy, co zmuszało ją do zachowania dziewictwa. Mimo wszystko Rea Sylwia zaszła w ciążę twierdząc, że jej sprawcą był bóg Mars. Ancjusz kazał Reę uwięzić, a jej potomstwo (braci bliźniaków Romulusa i Remusa) wrzucić do Tybru. Dzieci uratowała wilczyca, która zapewniła im przetrwanie karmiąc je własną piersią. Po jakimś czasie bliźniaków przygarnął pasterz Faustulus i jego żona Laurencja. Dojrzawszy bracia zemścili się na Amuliuszu przywracając w Alba Longa rządy swojego dziada Numitora, a sami postanowili zbudować własne miasto w miejscu ich cudownego ocalenia. Romulus, który według wróżby miał być jego założycielem zaorał Palatyn zgodnie z Etrusco ritu (rytuałem etruskim). Zazdrosny Remus przekroczywszy w złości święte granice został zabity. Miasto założono 21 kwietnia w trzecim roku VI Olimpiady (753 p.n.e.) i nazwano na cześć Romulusa.

### Romulus

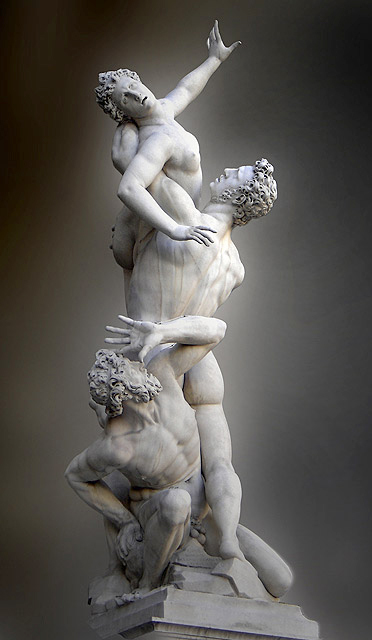
Rzeźba Giambologna (1581–1583) przedstawiająca porwanie Sabinek. Loggia dei Lanzi, Florencja, Włochy.

Według Liwiusza Romulus został pierwszym królem Rzymu. Obwarował Palatyn, po czym prawnie zorganizował państwo i religię. Na wzór etruski przybrał zewnętrzne oznaki władzy takie jak orszak dwunastu liktorów. Starym obyczajem wprowadził prawo azylu, co przyczyniło się do znacznego wzrostu ludnościowego miasta. Następnie wyodrębnił arystokrację z rodów wyróżniających się zamożnością, liczebnością i innymi przymiotami zwaną odtąd ojcami (łac. patres). Ustanowił też radę składającą się ze stu senatorów wywodzących się z rodów patrycjuszowskich.
Rosnąca potęga Rzymu spotkała się z niechęcią sąsiadów. Zabraniali oni swoim kobietom zawierania małżeństw z Rzymianami, wśród których przeważali mężczyźni. Romulus postanowił zwabić niechętnych z ich żonami i córkami, w większości Sabinów, na uroczystości ku czci Neptuna, opiekuna koni, zwane consualiami. Podczas jednego z przedstawień dokonał się podstęp znany odtąd jako porwanie Sabinek, które objęło wszystkie przybyłe, a niezamężne kobiety. Po wojnie która wybuchła pomiędzy Sabinami a Rzymianami przyjęto ugodę zgodnie z którą Romulus rządził Rzymem wraz z Sabinem Tytusem Tacjuszem. Zanim zmarł stworzył jeszcze trzy centurie rycerzy (łac. equites) i podzielił lud rzymski na trzydzieści kurii (łac. curia) nadając im imiona kobiet sabińskich. Według niektórych wersji tradycji rzymskiej został wzięty żywcem do nieba.

### Numa Pompiliusz
Po śmierci Romulusa kolejnym władcą Rzymu w trzecim roku XVII Olimpiady został pochodzący z miasta Kures Sabińczyk Numa Pompiliusz. Jego wybór został zatwierdzony przez Senat i uświęcony religijnie poprzez pomyślne wróżby.
Za rządów Numy wybudowano świątynię Janusa, która według Liwiusza miała być widomym znakiem wojny i pokoju (Ab urbe condita I.19), tzn. jej otwarcie miało oznaczać, że państwo jest w stanie konfliktu zbrojnego, oraz powołano kolegium dwunastu kapłanów boga Marsa zwanych Saliami (łac. Salii). Plutarch przypisuje mu również stworzenie kolegium kapłańskiego z Pontifexem Maximusem na czele i sprowadzenie do Rzymu kapłanek bogini Westy.
Przez tradycję Numa Pompiliusz uznawany był za reformatora kalendarza. W miejscu tzw. roku romulusowego podzielonego na 10 miesięcy, zaczynającego się od miesiąca boga Marsa (łac. Martius) a kończącego na grudniu (łac. December, decem, dziesięć), ustanowił dwunastomiesięczny rok księżycowy.

### Tuliusz Hostiliusz
Następcą króla Numy był obrany przez lud i Senat w drugim roku XXVII Olimpiady wnuk bohatera walk z Sabinami, wojowniczy Tuliusz Hostiliusz (łac. Tullius Hostilius). W przeciwieństwie do poprzednika nie cenił pokoju i rozpoczął zakrojone na szeroką skalę podboje. Wsławił się zdobyciem dotychczasowej stolicy Lacjum, miasta Alba Longa, założonego przez przodków Romulusa, które zburzono, a ludność przesiedlono. W wyniku podboju według Liwiusza liczebność mieszkańców podwoiła się, w związku z czym zasiedlono wzgórze Celius (łac. Mons Caelius). Albańskie rody arystokratyczne (wśród nich Juliusze) włączono w obręb patrycjatu. Ich przedstawiciele zasiedli w rzymskim Senacie, który przebudowano i nazwano Kurią Hostiliusza (łac. Curia Hostilia).
W podzięce za pomyślny przebieg decydującej bitwy z Albańczykami Tuliusz powiększył kolegium kapłanów boga Marsa (Saliowie) o kolejnych dwunastu zwanych odtąd kwirynalskimi (łac. Salii Quirinales), w przeciwieństwie do powołanych przez poprzednika palatyńskich (łac. Salii Palatini).
Po kolejnej wygranej wojnie z Sabinami miasto nawiedziła zaraza, o którą obwiniano króla i jego niespokojne rządy. Liwiusz twierdzi, że aby przebłagać bogów Tulliusz uczestniczył w tajemnym kulcie Jowisza. Niestaranność obrzędu rozgniewała jednak boga i król spłonął w pożarze własnego domu, który zapalił się od uderzenia pioruna.

### Ankus Marcjusz
Kolejnym władcą wybranym przez lud, a zatwierdzonym przez Patrycjat był wnuk Numy Pompiliusza Ankus Marcjusz (łac. Ancus Marcius) w drugim roku XXXV Olimpiady. Jego pokojowe rządy rozzuchwaliły uciskanych przez poprzednika Latynów. W wojnie która wybuchła miasta Politorium, Tellenae, Ficana i Medullia zostały podbite przez Rzymian, a ich mieszkańcy osiedleni na Awentynie. W obręb civitas włączone zostało wzgórze Janikulum na prawym brzegu Tybru jako miejsce dogodne do obrony. Na Kapitolu zbudowano pierwsze więzienie, przez Tyber przerzucono most (Pons Sublicius), a na odbitym etruskim Wejom ziemiach nad Morzem Tyrreńskim wybudowano port w Ostii i solanki.

### Tarkwiniusz Stary
Po śmierci ostatniego z królów latyńsko-sabińskich na tron wstąpił Tarkwiniusz (łac. Lucius Tarquinius Priscus).
Według Dionizjusza z Halikarnasu było to w drugim roku XLI Olimpiady. Urodzony w etruskim mieście Tarquinia przeniósł się do Rzymu za sprawą ambitnej żony Tanakwil. Będąc człowiekiem majętnym i zręcznym szybko został powiernikiem Ankusa Marcjusza, którego po śmierci zastąpił. Za jego rządów zbudowano pierwszy cyrk na wzór etruski oraz powiększono senat o kolejnych stu oddanych królowi senatorów.
Tarkwiniusz prowadził kolejne wojny z Sabinami, po czym podbił całe Lacjum. Za jego czasów osuszono Forum i rozpoczęto budowę świątyni Jowisza na Kapitolu. Zginął w wyniku zamachu zaplanowanego przez synów Ankusa Marcjusza.

### Serwiusz Tuliusz
Po Tarkwiniuszu Starym, który rządził 38 lat, władzę w czwartym roku pięćdziesiątej Olimpiady przejął jego zięć Serwiusz Tulliusz (łac. Servius Tulius – servus, niewolnik). Liwiusz i działający mniej więcej w tym samym czasie Dionizjusz z Halikarnasu zaprzeczają, aby przyszły król, pomimo przydomka, miał się urodzić z kobiety niewolnej. Co prawda jego rządy budziły niechęć wśród rodziny, ale mógł liczyć na poparcie teściowej, wpływowej Tanakwil.
Według tradycji dokonał tzw. podziału serwilańskiego, tzn. uzależnienia praw politycznych obywateli i ich obowiązków od ich stanu majątkowego. Włączył w granice miasta Kwirynał (łac. Collis Quirinalis) i Wiminał (łac. Collis Viminalis), po czym otoczył miasto murem i zbudował świątynię Diany. Dionizjusz przypisuje mu nowy podział tribusowy do celów podatkowych na 4 tribus miejskie i 26 wiejskich.

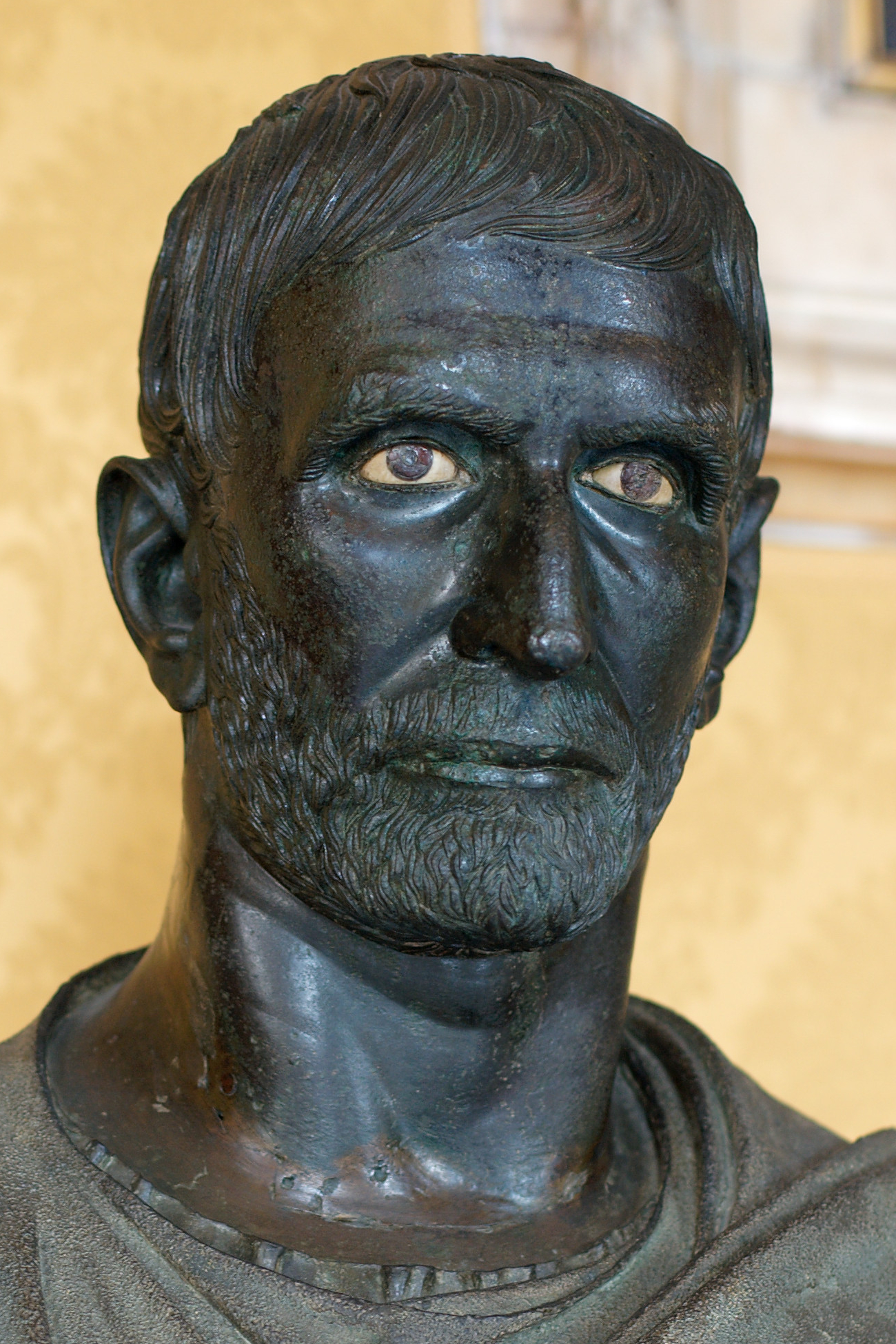
Brutus Kapitoliński. Popiersie z brązu IV–III wiek p.n.e.

Po czterdziestu czterech latach rządów, został zabity przez własnego zięcia, a prawowitego syna Tarkwiniusza Starego Tarkwiniusza Pysznego.

### Tarkwiniusz Pyszny
Ostatnim władcą z dynastii etruskiej i jednocześnie ostatnim władcą Rzymu królewskiego został w czwartym roku LXVI Olimpiady Tarkwiniusz Pyszny. Jak pisze Dionizjusz w wyniku zamachu, nie przestrzegając prawa. Według Liwiusza miał być człowiekiem nieopanowanym i pozostawać pod negatywnym wpływem rodzonej córki zamordowanego poprzednika Tulli.
W wyniku wojny z Wolskami zagarnął miasto Swessę Pomecję, a ze sprzedaży zagarniętych ziem dokończył budowę świątyni Jowisza na Kapitolu, po czym podbił miasto Gabie. Kazał skolonizować Segni i Cyrceję. W późniejszym okresie prowadził wojnę z Rutulami o Ardeę.
Punktem zapalnym, w wyniku którego doszło do obalenia ostatniego z Tarkwiniuszy, był gwałt na żonie Lucjusza Kollatyna zadany przez Sekstusa Tarkwiniusza, syna panującego Tarkwiniusza Pysznego. W wyniku zajścia Lukrecja popełniła samobójstwo, a jej mąż wraz z Lucjuszem Juniusem Brutusem, Publiuszem Waleriuszem Publikolą i Spuriuszem Lukrecjuszem Tricipitinusem (ojcem Lukrecji) wszczęli bunt. O poparcie wśród Rzymian nie było trudno. Jak pisze Dionizjusz, Tarkwiniusz po objęciu rządów brutalnie rozprawiał się z wszelką opozycją, a także gnębił zamożnych obywateli, co nie przynosiło mu popularności. Pod nieobecność króla prowadzącego wojnę z Rutulami miasto przyłączyło się do rewolty. Tarkwiniusza z synami wygnano, a pierwszymi konsulami wybrano Brutusa i Kollatyna.

## Tradycja a nauka
Badania archeologiczne przeprowadzone w XX wieku na terenie miasta potwierdzają wątek sabiński w dziejach Rzymu, a ich osadnictwo w obrębie Kwirynału datuje się na wiek VII p.n.e. Niewątpliwa pozostaje również zależność Rzymu od Etrusków z tym, że ich panowanie przesunięto o prawie cały wiek, na koniec VI i początek V stulecia. Związane miało to być z dynamicznym rozwojem urbanistycznym miasta m.in. budową kanału odwadniającego Forum (łac. Cloaca Maxima) oraz świątyni Jowisza możliwe dzięki osiągnięciom techniki etruskiej. Na okres ten przypada również ogromna większość znalezisk greckiej ceramiki, co wskazywałoby na silne wpływy miast helleńskich (np. Tarent i Syrakuzy). Koniec dominacji etruskiej powiązać można z ogólną sytuacją polityczną w Italii po przegranej z Grekami bitwie morskiej pod Kyme w 474 p.n.e., oraz utratą Kampanii na rzecz Samnitów. Wpływ etruski odcisnął swoje piętno także na samej nazwie narodu: Romani, Roma (pochodzenia sabińskiego, a więc przedetruska nazwa to: Quiris, Quirites).

### Ustrój
Rzym we wczesnym okresie był monarchią, tzn. że pełnia władzy w mieście (łac. imperium) przypadała królowi. Władca (łac. rex) dowodził armią, a także posiadał pełnię władzy cywilnej, sądowej i religijnej. Jej pozostałości znane są także w postaci tytulatury funkcji religijnych, które przeszły w ręce członków rodów patrycjuszowskich w okresie późniejszym np.: król ofiar (łac. rex sacrorum), regia nazwa budynku kolegium pontyfików, interregnum okres pomiędzy ustąpieniem jednego z najwyższych urzędników a nastaniem kolejnego, czy też regifugium doroczne święto obchodzone 24 lutego na cześć ucieczki ostatniego króla. Według tradycji król był obieralny przez zgromadzenie ludowe (łac. comitia curiata). Królowi przysługiwały zapożyczone od Etrusków insygnia zwane fasces.
Senat w okresie królewskim miał najprawdopodobniej funkcję doradczą. Należeli do niego przedstawiciele możnych rodów (pierwotnie 100). Znaczenia nabierał w okresie bezkrólewia, kiedy to wyznaczał interrexów, tzn. urzędników wypełniających obowiązki króla i zmieniających się co 5 dni. Trwało to do momentu wyboru nowego władcy, co ważne zatwierdzanego przez senat (łac. patrum auctoritas) na podstawie pomyślnych wróżb (łac. inauguratio).
Obok króla i senatu trzecim organem władzy było zgromadzenie ludowe (łac. comitia curiata). Niestety niewiele o nim wiadomo poza faktem, że głosowano na nim według kurii, które były najprawdopodobniej, jak w innych miastach latyńskich, pozostałością podziałów rodowych z okresu przedmiejskiego.

### Społeczeństwo
Podstawową jednostką społeczną starożytnego Rzymu była rodzina. Na jej czele stał pater familias (ojciec rodziny) mający nieograniczoną władzę (łac. auctoritas) nad wszystkimi członkami rodziny, niewolnymi oraz mieniem.
Spokrewnione rodziny łączyły się ze sobą w rody (łac. gens), a jego członkowie nosili oprócz imion indywidualnych także imię rodowe (łac. nomen gentile, np. Fabiusze, Juliusze, Klaudiusze itp.). Rody łączyły się w kurie (łac. co viria, zgromadzenie mężczyzn) początkowo w liczbie trzydziestu. Każda kuria zobowiązana była do wystawienia 10 jeźdźców (łac. decuria) i 100 pieszych (łac. centuria) w przypadku wojny. Dziesięć kurii tworzyło tribus (łac. tribu, plemię). Do tzw. podziału serwilańskiego było ich 3: Tities, Ramnes i Luceres.
Zasadnicza linia podziału społeczeństwa Rzymu królewskiego przebiegała pomiędzy poszczególnymi grupami wolnych obywateli. Warstwę wyższą tworzyły bogate rody arystokratyczne (tzw. patrycjusze), a niższą plebejusze (łac. plebes, lud). Mozaikę tę uzupełniali uzależnieni od możnych klienci (często wyzwoleńcy) oraz ludzie niewolni.

### Religia
W okresie przedmiejskim wierzenia rzymskie były bezosobowe i ściśle związane z kultem sił natury. Dopiero wpływy etruskie pod koniec VI wieku p.n.e. spowodowały wznoszenie świętych przybytków. Pierwszym była świątynia Westy i dom Westalek, a także Regia miejsce kultu starolatyńskiego boga Janusa. Pod koniec rządów etruskich wzniesiono świątynię Jowisza Najlepszego i Największego czczonego w trójcy z Junoną i Minerwą.
Ślady archeologiczne i tradycja wskazują na istnienie dwóch kolegiów kapłańskich Saliów, święcących tańcem rozpoczęcie wojny, a także obrzędów zwanych Luperkaliami (kult wilczycy karmicielki) oraz Septimontium (obchodzone na siedmiu pagórkach).